# Cantón de Aucun
El cantón de Aucun era una división administrativa francesa, que estaba situada en el departamento de Altos Pirineos y la región de Mediodía-Pirineos.

## Composición
El cantón estaba formado por diez comunas:
- Arbéost
- Arcizans-Dessus
- Arras-en-Lavedan
- Arrens-Marsous
- Aucun
- Bun
- Estaing
- Ferrières
- Gaillagos
- Sireix

## Supresión del cantón de Aucun
En aplicación del Decreto n.º 2014-242 de 25 de febrero de 2014, el cantón de Aucun fue suprimido el 22 de marzo de 2015 y sus 10 comunas pasaron a formar parte del nuevo cantón de El Valle de los Gaves.